# Collada dels Pedregals
La Collada dels Pedregals és un coll a 1.888,1 m. alt. situat en la carena que separa els termes de la Torre de Cabdella), a l'antic terme de Mont-ros, i de Baix Pallars (antic terme de Montcortès de Pallars). Separa, per tant, les comarques del Pallars Jussà i del Pallars Sobirà.
És al nord de la Collada de Sant Quiri, a la carena que té com a referents el Tossal de Sant Quiri, al sud-oest, i la Roca de Rovellosa, al nord-est.